# シグマ fp
fp（エフピー）は、シグマ製ミラーレス一眼カメラである。

## 特徴
1. 外形寸法112.6×69.9×45.3mm、質量はボディ単体370g。世界最小・最軽量フルサイズカメラ。
2. 撮像素子は、有効2460万画素の35mmフルサイズの裏面照射型ベイヤーCMOSセンサーを搭載する。またシグマ初のベイヤーセンサーカメラである。
3. 堅牢・軽量なアルミボディ。
4. 大型ヒートシンク。業務用シネマカメラなどに採用される放熱板に着想を得た大型のヒートシンクをLCDとボディの間に搭載。
5. 防塵防滴構造。雨天や砂の舞う環境など様々な条件下での撮影が可能。
6. フルタイム電子シャッター。作動時の衝撃、音、そしてタイムラグを限りなくなくすことにより、多様なシーンに対応するシステムを追求。
7. 動画RAWデータ記録に対応。12bit CinemaDNGフォーマットの外部記録に対応。最大4K UHD/24fpsでの収録が可能。
8. ディレクターズビューファインダー機能。画角や見え方をシミュレーションできる。

## 主な仕様

### 基本仕様
- 型式：レンズ交換式デジタルカメラ
- 記録媒体
  - SDXCメモリーカード （UHS-Ⅱ対応）
  - ポータブルSSD (USB3.0接続, バスパワー対応)
- 使用レンズ：ライカLレンズ群
- レンズマウント：ライカLマウント

### 撮像素子
- 撮像素子形式：35.9mm×23.9mm 裏面照射型ベイヤーCMOSセンサー
- 有効画素数：約2460万画素画素
- 総画素数：約2530万画素画素
- ホワイトバランス：12種( オート、 オート（色残し）、 晴れ、 日陰、 くもり、 白熱電球、 蛍光灯、 フラッシュ、 色温度指定、 カスタム1、 カスタム2、 カスタム3 )

### 記録形式
- 画像タイプ
  - ロスレス圧縮RAW(DNG) 12 /14 bit
  - JPEG（Exif2.3）
  - RAW(DNG)+JPEG同時記録可能
- 記録画素数
  - RAW：HIGH(6,000×4,000)、LOW(3,008x2,000)
  - JPEG:HIGH(6,000×4,000)、MED(4,240×2,832)、LOW(3,008×2,000) ※3:2撮影時
- クロップ：レンズ表記の約1.5倍の焦点距離に相当（35mmカメラ換算）
- 色空間：sRGB / Adobe RGB
- 画像縦横比：21:9、16:9、3:2、A判 (√2:1)、4:3、7:6、1:1

### ファインダー
- 本体背面LCDのみ。
- LCDビューファインダー LVF-11を使用すると、背面LCDをファインダー代わりに使用可能。

### オートフォーカス
- AF方式：コントラスト検出方式
- 測距点 49点
- フォーカスモード：シングルAF、 コンティニュアスAF（動体予測機能付）、 マニュアルフォーカス
- AFモード：オート、 49点選択モード、 自由移動モード、 顔/瞳優先AFモード、 追尾AFモード
- AF測距検出範囲：-5～18EV(F1.4：ISO100)
- AFロック：シャッターボタンの半押し、あるいはAEL/AFロックボタンを押す
- その他のフォーカス機能：AF+MF、 MFアシスト、 MFガイド、 フォーカスピーキング、 レリーズ・フォーカス優先機能、 AF-ON、 プリAF、 拡大中AF

### 露出制御
- 測光方式：評価測光、 スポット測光、 中央部重点平均測光に切り替え可
- 測光範囲：-5～18EV (50mm F1.4：ISO100)
- 静止画撮影モード：(P) プログラムAE (プログラムシフト可能）、 (S) シャッター優先AE、 (A) 絞り優先AE、 (M) マニュアル
- 動画撮影モード：(P) プログラムAE、 (S) シャッター優先AE、 (A) 絞り優先AE、 (M) マニュアル
- ISO感度(推奨露光指数）：ISO 100-25600、 拡張感度 ISO 6, 12, 25, 50, 51200, 102400
- 露出補正：±5 EV （1/3ステップ）
- AEロック：シャッターボタンの半押し、あるいはAEL/AFロックボタンを押す
- 露出ブラケット：3コマ／5コマ段階露出 ±3EV (1/3ステップ、適正→アンダー→オーバー) (順序変更可)

### シャッター
- シャッター形式：電子シャッター
- シャッター速度 30秒~1/8,000秒、バルブ
  - フラッシュ同調速度=1/30秒以下(※ 14bit RAW時は1/15秒以下)
- セルフタイマー 、リモコン：2秒、10秒（セルフタイマー）

### ドライブ関係
- ドライブモード：1コマ撮影、 連続撮影、 セルフタイマー、 インターバルタイマー
- 連続撮影速度：高速：18コマ/秒、 中速：5コマ/秒、 低速：3コマ/秒
- 最大撮影コマ数：HIGH:12コマ、 MED:12コマ、 LOW:24コマ

### フラッシュ
- 発光モード：TTL、マニュアル、ワイヤレス発光、マルチ発光
- フラッシュモード：赤目緩和、スローシンク、後幕シンクロ
- 露光補正：1/3EVステップ 最大±3EV
- フラッシュ同調速度：1/30秒以下(※ 14bit RAW時は1/15秒以下)
- 外部フラッシュ対応：ホットシューユニット HU-11装着時に使用可能。(※ TTL、ワイヤレス対応、X接点)

### 動画撮影機能
- 動画記録方式【カメラ内部記録】
  - 動画フォーマット：CinemaDNG（8bit、10bit、12bit） / MOV：H.264 (ALL-I、GOP)
  - 音声フォーマット：リニアPCM (2ch 48kHz/16bit)
- 動画記録形式
  - 動画フォーマット：HDMIスルー出力(※ 外部レコーダー記録：Atomos Ninja Inferno, blackmagic Video Assist 4K 対応)
  - 音声フォーマット：リニアPCM (2ch 48kHz/16bit)

### 液晶モニター
- 形式：TFTカラー液晶モニター
- 画面サイズ：ワイド3.15型（3：2）
- ドット数：約210万ドット
- タッチパネル：静電容量方式タッチパネル / 約100%

### その他の撮影機能
- 撮影モード時
  - 静止画：FillLight機能、シェーディング補正、HDR撮影
  - 動画：動画撮影中の静止画撮影、HDR撮影、ディレクターズビューファインダー
- 再生モード時
  - 静止画：カメラ内RAW現像
  - 動画：シネマグラフ、静止画切り出し

### インターフェース
- USB：USB3.1 GEN1 Type C
  - ※ UVC(USB Video Class)対応，USBケーブルでPCにつなぐとWebカメラとして動作可能
- HDMI端子：Type D (Ver.1.4)
- REMOTE： 無し(外部マイク端子と兼用)
- 外部マイク：有り (プラグインパワー対応)
- ヘッドフォン出力：無し
- フラッシュシンクロ端子：専用端子を使用(専用ホットシューユニット HU-11を装着)

### 電源
- 電源：専用リチウム電池(Li-ion Battery BP-51)
  - ※ USB給電による充電が可能(カメラ電源OFF時)
  - ※ ACアダプター：SIGMA AC ADAPTER SAC-7Pを利用すると，家庭用電源から撮影中にも給電可能

### 大きさ・質量
- 大きさ（幅×高さ×奥行き）：112.6 x 69.9 x 45.3mm
- 質量：422g (SDカード、 バッテリー込)、370g (ボディ単体)

### 動作環境
- 使用可能温度：0℃〜+40℃
- 使用可能湿度：85％以下(※ 結露無きこと)

### 関連アクセサリー
- ホットシューユニット：SIGMA HOT SHOE UNIT HU-11
- エレクトリックビューファインダー：SIGMA ELECTRONIC VIEWFINDER EVF-11
- LCDビューファインダー：SIGMA LCD VIEW FINDER LVF-11
- ベースプレート：SIGMA BASE PLATE BPL-11
- ハンドグリップ：SIGMA HAND GRIP HG-11
- ハンドグリップ（大）：SIGMA LARGE HAND GRIP HG-21
- BASE GRIP：BG-11
- ACアダプター：SIGMA AC ADAPTER SAC-7P